# Tympanoptera annulata
Tympanoptera annulata är en insektsart som beskrevs av Heinrich Hugo Karny 1924. Tympanoptera annulata ingår i släktet Tympanoptera och familjen vårtbitare. Inga underarter finns listade i Catalogue of Life.